# Rodríguez (cognom)

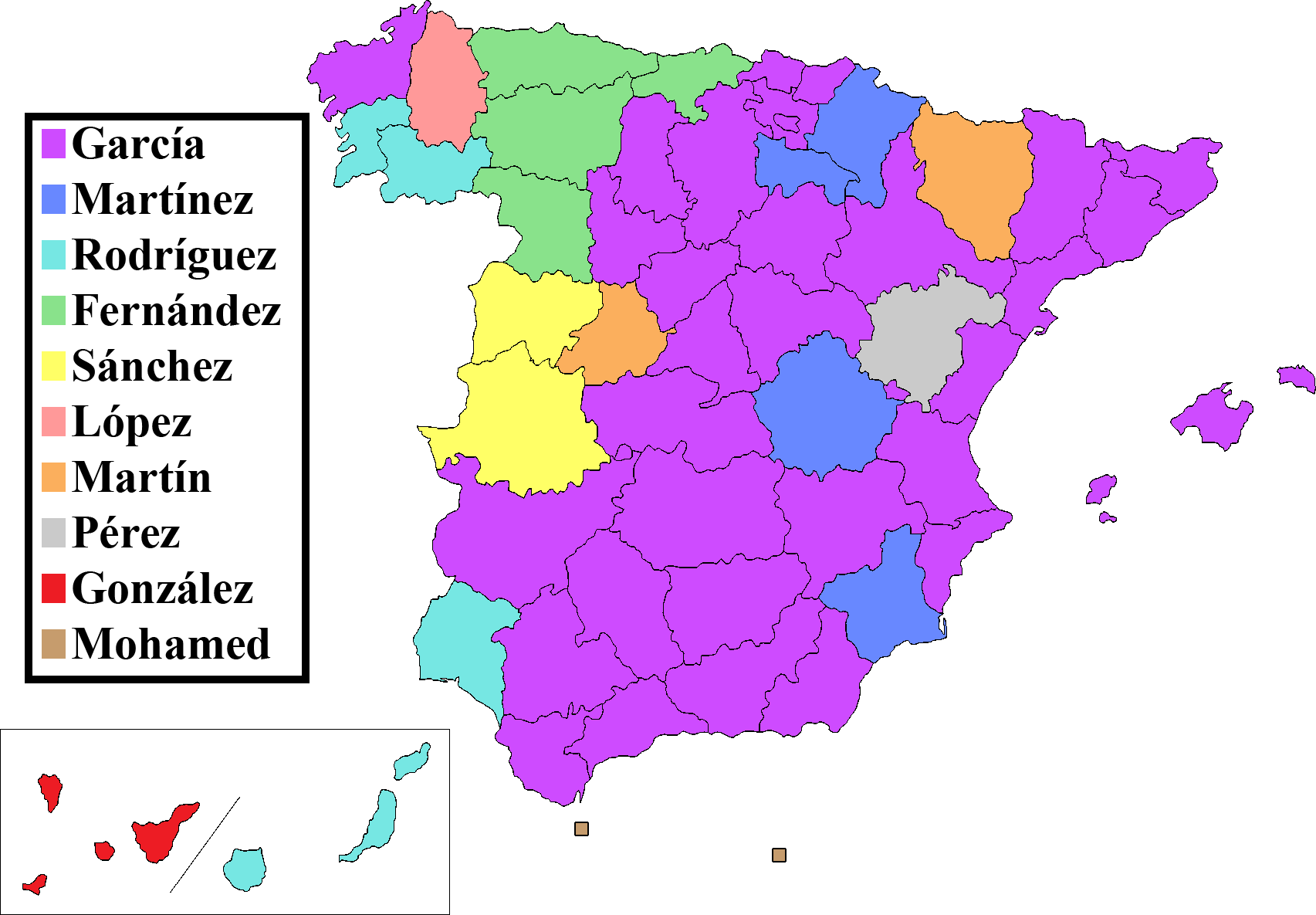
Distribució dels cognoms més comuns per províncies a l'Estat espanyol, l'any 2006. Rodríguez és el cognom més comú en 4 províncies: Ourense, Pontevedra, Huelva i Las Palmas.

Rodríguez és un cognom patronímic originari de l'antic Regne de Castella i Lleó. El seu origen es remunta a l'edat mitjana, probablement anterior al segle xi. Significa "fill de Rodrigo" o "Rodericus", nom d'origen germànic "Hrod-riks" ("gloriós-regne" o "ric en glòria") llatinitzat com "Roderici". El patronímic "-ez" al final d'aquest i d'altres cognoms és un préstec de l'idioma basc a través de l'antic Regne de Navarra, encara que també es relaciona amb topònims antiquíssims de la península Ibèrica.
L'origen basc deriva de la traducció del cognom basc "Rodriguena" d'origen biscaí, encara que també, existeix "Rodrigoena" i "Rodriguarena".
En unir-se el Regne de Navarra amb el Regne de Castella, la reina Isabel I de Castella va castellanitzar diversos cognoms d'origen navarrès.
L'any 2016 era el tercer cognom més comú entre els ciutadans de l'Estat espanyol: 924.955 habitants el tenien com a primer cognom. En altres països hispanoparlants el cognom Rodríguez és un dels més comuns, com a Colòmbia, on ocupa el primer lloc, mentre que a l'Argentina i Veneçuela és el segon més comú, i a Mèxic i el Perú ocupa el quart lloc.
Als Països Catalans, és a la demarcació de Barcelona on el cognom Rodríguez és més freqüent (29,476 ‰ habitants), essent el cinquè cognom més comú, i a la demarcació de Lleida on menys (15,636 ‰ h.), també en cinquè lloc.